# Léo Kouper
Léo Kouper, né le 20 août 1926 à Paris 12e et mort le 8 février 2021 dans cette même ville, est un illustrateur et affichiste français. Il est l'auteur de nombreuses affiches de cinéma et de théâtre dont certaines ont fait le tour du monde.

## Biographie
De son vrai nom Léo Samy Koupferberg, Léo Kouper a été le disciple du célèbre affichiste Hervé Morvan rencontré en 1945. Tout en étant son assistant il réalise et signe pour son propre compte de nombreuses affiches.
En 1954, son affiche commandée par Les Artistes Associés pour la ressortie du film Les Temps modernes est particulièrement appréciée de Charlie Chaplin puisqu'il fait appel à lui pour dessiner celle de La revue de Charlot (sorti en 1959), puis pour redessiner les affiches de ses films La Ruée vers l'or, Le Dictateur, Les Lumières de la ville, et Le Kid, lors de leur ressortie en 1972.
Son affiche créée pour le film Emmanuelle, de Just Jaeckin, lui vaut le 1er prix de l'affiche du Festival de Cannes, en 1974.
En 1982, il expose pour la première fois ses maquettes originales d'affiches de films, ainsi qu'une série de dessins humoristiques, à La Caisse à Images, à Caen, invité par  Philippe Briet et l'association Couleurs Nouvelles (16 octobre-13 novembre).
En 2011, il réalise l'affiche du Salon d’Automne à Paris, et celle du film de Jean-Pierre Mocky Les Insomniaques. Il poursuit cette collaboration avec le cinéaste en 2012 avec les affiches des films Le Mentor, À votre bon cœur, mesdames et Le Renard jaune.
Après de nombreuses années consacrées à l'affiche de cinéma, il se consacre plus particulièrement à l'affiche de théâtre, à l'illustration, et la communication visuelle de grandes marques.
Le 15 novembre 2012 est publié le livre Avoir une faim de loup : et autres expressions françaises, de Léo Kouper, aux éditions Thomas Jeunesse, où chacune de ses illustrations explique une expression. Un prolongement à ce livre, Doux comme un agneau et autres expressions françaises, est publié le 10 novembre 2016 chez le même éditeur. Entre ces deux titres, en 2013, Léo Kouper s'adressait toujours aux enfants avec l'album La France et ses régions, aux éditions Thomas Jeunesse, où chaque région est dépeinte avec humour et donne les principales clefs pour comprendre sa géographie et ses spécificités. Le 7 décembre 2017, publication aux éditions Archibooks de Maman, pourquoi les mots ? dont Marc Delamarre, son auteur, avec Léo Kouper pour l'illustration, proposent un dialogue entre trois générations : Nils 8 ans, écolier, Marc 44 ans, enseignant et Léo 88 ans, affichiste.
Il meurt le 8 février 2021 dans le 12e arrondissement de Paris, à l'âge de 94 ans. Il est inhumé au cimetière du Père-Lachaise (division 57).

## Prix
- 1981 - Prix Paul Colin de l'affiche en 1981 décerné par un jury d'affichistes français présidé par Paul Colin.
- 2002 - Prix de la carte postale.

## Affiches de cinéma
- 1954 : Les Temps modernes de Charlie Chaplin
- 1957 : Les Mistons de François Truffaut (ressortie)
- 1958 : Monsieur Taxi de André Hunebelle
- 1964 : L'Homme de Rio de Philippe de Broca
- 1972 : 
  - Le Dictateur de Charlie Chaplin
  - Mimi métallo blessé dans son honneur de Lina Wertmüller
- 1974 : Emmanuelle de Just Jaeckin
- 1975 : La Fille du garde-barrière de Jérôme Savary
- 1976 : Les rescapés du futur de Richard T. Heffron
- 1978 :
  - Ça fait tilt de André Hunebelle
  - Long Weekend de Colin Eggleston
- 1982 : Qu'est-ce qui fait craquer les filles... de Michel Vocoret
- 1983 :
  - Les Branchés à Saint-Tropez de Max Pécas
  - Révolte au pénitencier de filles de Bruno Mattei
- 1983 : On l'appelle catastrophe de Richard Balducci
- 1984 : Comment draguer tous les mecs de Jean-Paul Feuillebois
- 1985 : Y'a pas le feu de Richard Balducci
- 1986
  - Le couteau sous la gorge de Claude Mulot
  - Les fantasmes de Miss Jones de Gérard Loubeau
- 1987 : Le Miraculé de Jean-Pierre Mocky
- 2007 : Nudité injustifiée de Xavier Bonastre
- 2011 : Le Dossier Toroto de Jean-Pierre Mocky
- 2012 : Le Mentor de Jean-Pierre Mocky
- 2016 : Rouges étaient les lilas de Jean-Pierre Mocky
- 2017 : Vénéneuses de Jean-Pierre Mocky

## Livres
- 2017 : Maman, pourquoi les mots ?, auteur Marc Delamarre

## Affiches de théâtre
- 1998 : Le Passager clandestin de Jérôme Touzalin
- 2004 : Mentir y'a qu'ça d'vrai de Jérôme Touzalin
- 2011 : L'Affaire Dussaert de Jacques Mougenot
- 2016 : Radio trenet de Jacques Pessis

## Affiches publicitaires
- 1960 : Eau chaude gaz
- 1962 : Compteur électrique
- 1962 : Le beurre
- 1964 : Bière de Lutèce
- Vitapointe